# Fatal Reunion
Fatal Reunion è un film del 2005 diretto da George Erschbamer

## Trama
Jessica è sempre lasciata sola dal marito e crede che lui la tradisca. Per avere riscontri del tradimento di suo marito contatta il suo ex con il quale, ai tempi del liceo, aveva avuto una relazione. Jessica scopre che il marito non la tradisce ma è solo molto impegnato in ufficio. Decide allora di annullare l'incontro con il suo ex, il quale non accetta il rifiuto e comincia a perseguitarla con ostile assiduità.